# Lithoponehvidt
Lithoponehvidt er en hvid blandingsfarve, der består af zinksulfid, ZnS, og bariumsulfat, BaSO4. Det fremstilles ved at fælde bariumsulfid med zinksulfat. Derefter udglødes og males pigmentet. Det bruges ikke til kunstnerfarver, men er brugbart til indendørs maling. Det har været fremstillet siden 1877. 
| Kemi | Spire Denne artikel om kemi er en spire som bør udbygges. Du er velkommen til at hjælpe Wikipedia ved at udvide den. |